# Engels rood
Engels rood is een kleur, meer bepaald een roodtint. Het is een kleurtoon van Indiaans rood gemengd met een pigment van ijzeroxide. De kleur genoemd naar de kleurstof die als pigment gebruikt wordt in onder andere (kunst)schilderverf.
De kleurbenaming Engels rood werd voor het eerst gebruikt rond het jaar 1700.